# دوشیزه جهان ۲۰۱۱
دوشیزه جهان ۲۰۱۱ (انگلیسی: Miss Universe 2011) شصتمین دوره دوشیزه جهان بود، که در ۱۲ سپتامبر ۲۰۱۱ در سائو پائولو، برزیل برگزار شد. لیلا لوپز از آنگولا توانست برنده این رویداد شود.